# Файзиев, Давронжон Орифович
Давронжон Орифович Файзиев (14 января 1976, Самарканд) — узбекистанский футболист, защитник. Выступал за сборную Узбекистана. Ныне тренер.

## Карьера

### Клубная
Профессиональную карьеру начинал в клубе «Согдиана» Джизак в 1993 году. В 1996 году поиграл один сезон за МХСК. Начало сезона 2000 года провёл в клубе «Самарканд-Динамо», однако летом того же года перебрался Россию. где выступал за московский ЦСКА. В конце декабре 2001 года от начальника футбольного клуба ЦСКА Марьяна Плахетко узнал что он выставлен на трансфер, а уже через несколько недель приехал на просмотр в «Аланию» и вскоре подписал контракт. В 2003 году вернулся на родину, выступал за «Навбахор» и «Насаф». С 2007 года выступал за «Динамо» Самарканд, с которым был подписан двухлетний контракт, по истечении его он вернулся в «Согдиану». В 2010 году играл за «Хорезм». Завершил карьеру в «Согдиане».

### Сборная
В национальной команде Узбекистана дебютировал 29 сентября 1997 года в отборочном матче ЧМ-1998 против сборной Камбоджи (4:1). Всего в 1997—2007 годах провёл 26 матчей за национальную сборную и забил 2 мяча.

### Тренерская
В 2012 году Файзиев начал тренерскую карьеру в команде «Согдиана». И сразу привел её к победе в первой лиге, получив путевку в элиту. В апреле 2014 года подал прошение о отставке, которое было отклонено. До 2017 года возглавлял «Согдиану». С 2018 года в самаркандском «Динамо».